# مايك باكمان
مايك باكمان هو لاعب هوكي جليد كندي، ولد في 2 يناير 1955 في هاليفاكس في كندا.

## وصلات خارجية
- مايك باكمان على موقع دوري الهوكي الوطني (الإنجليزية)
- مايك باكمان على موقع EliteProspects.com (الإنجليزية)
- مايك باكمان على موقع HockeyDB.com (الإنجليزية)
- مايك باكمان على موقع Hockey-Reference.com (الإنجليزية)